# Ghiacciaio Cassini
Il ghiacciaio Cassini è un ripido ghiacciaio lungo circa 2 km situato nella regione centro occidentale della Dipendenza di Ross, nell'Antartide orientale. Il ghiacciaio, il cui punto più alto si trova a circa 1200 m s.l.m., si trova in particolare all'estremità settentrionale dei colli Denton, sulla costa di Scott, dove fluisce verso nord-ovest, partendo dal versante nord-occidentaled della cresta Hobbs e scorrendo lungo il versante settentrionale del monte Goat, fino a unire il proprio flusso a quello del ghiacciaio Blue, poco a sud del ghiacciaio Bonne.

## Storia
Il ghiacciaio Cassini è stato scoperto durante la Spedizione Discovery, condotta da 1901 al 1904 e comandata da Robert Falcon Scott, ma così battezzato solo nel 1993 dal Comitato neozelandese per i toponimi antartici, il quale ha nominato diverse formazioni geografiche in quest'area con nomi relativi alle scienze; il nome del ghiacciaio Cassini deriva in particolare dalla proiezione di Cassini, una proiezione cartografica cilindrica trasversa.